# Koňuš
Koňuš é um município da Eslováquia, situado no distrito de Sobrance, na região de Košice. Tem 23,23 km² de área e sua população em 2018 foi estimada em 346 habitantes.

## Demografia
| Ano:        | 1994 | 2004   | 2014   | 2024   |
| ----------- | ---- | ------ | ------ | ------ |
| Broj ljudi: | 391  | 360    | 348    | 325    |
| Razlika:    |      | -7,92% | -3,33% | -6,60% |

| Ano:               | 2023 | 2024   |
| ------------------ | ---- | ------ |
| Número de pessoas: | 327  | 325    |
| Diferença:         |      | -0,61% |